# Gabriël Marselis

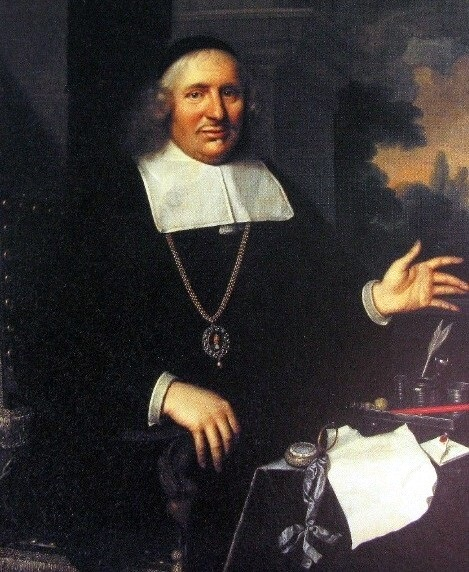
Gabriël Marselis geportretteerd door Pieter Nason

Gabriël Marselis (Hamburg, maart 1609 - Amsterdam, 5 april 1673) was een Nederlandse koopman en grootgrondbezitter. 
Marselis was de zoon van Gabriël Marselis sr. (ca. 1575-1643) en Anna L'Hermite. Hij trouwde in 1634 met Isabella van der Straaten. Na haar overlijden in 1652 hertrouwde hij in 1655 te Amsterdam met Maria van Arckel. Marcelis behoorde tot een handelsfamilie met vestigingen in Amsterdam en Hamburg. Naast de handel in wapens en munitie hield de familie zich ook bezig met financieringen, en verstrekte leningen aan onder andere de Deense koning.
Marselis werd geboren in Hamburg. Op 19-jarige leeftijd sloot hij een contract om het Deense leger te bevoorraden. In 1634 verhuisde Marselis naar Amsterdam en werd bedrijfsleider van het handelshuis. Hij werd in 1638 de vertegenwoordiger van de Deense koning Christiaan IV in Amsterdam.
De Deense koningen voerden een kostbaar beleid - waaronder oorlogen met Zweden - waarvoor grote sommen geld werden geleend bij financiers als Gabriel Marselis. In ruil voor de leningen kreeg Marselis kroondomeinen in onderpand, en kon hij tol- en belastinggelden incasseren. Ook kreeg hij mijnen en ijzer- en koperfabrieken in Noorwegen als betaling. In 1643 was de schuld van de Deense koning aan Marcelis opgelopen tot 380.000 rijksdaalders. Samen met zijn broer Selius zou Gabriel uitgroeien tot de grootste grondeigenaar in Denemarken en Noorwegen.
Marcelis vestigde zich in de jaren 50 voorgoed in de Nederlanden, waar hij het landgoed Elswout kocht en liet verbouwen. Na de dood van Selius in 1663 besteedde Gabriel minder aandacht aan Denemarken en Noorwegen, maar bleef wel de vertegenwoordiger van de Deense koning en verstrekte nog steeds leningen.
In 1665 werd Marselis tot de Deense adelstand verheven.
In 1673 overleed Marselis te Amsterdam. Hij werd begraven in de Zuiderkerk.